# Rhandy Piñango
Rhandy Piñango (Caracas, 29 de noviembre de 1971) es un actor de televisión, cine y teatro venezolano.

## Biografía
Piñango nació en Caracas en el hospital Maternidad Concepción Palacios, siendo el único hijo de padres José de Jesús Piñango y Mariela Pinto.
Cuando era un adolescente, Piñango se sintió atraído por el teatro y la actuación. Después de terminar su educación secundaria en el Liceo Leopoldo Aguerrevere, se inscribió a clases de actuación en RCTV 's escuela de actuación Luz Columba, bajo la instrucción del profesor Nelson Ortega. Su primer papel en televisión fue en la telenovela La llaman Mariamor en 1996.
Después de actuar en varias telenovelas de RCTV, Piñango se trasladó a Venevisión en 2005 para participar en la telenovela El amor las vuelve locas. En 2011, interpretó el papel de un villano en la telenovela  El árbol de Gabriel.

### Filmografía
- 1996, La llaman Mariamor (Marte Televisión) - Venceslao
- 2000, Mis 3 hermanas (RCTV) - Hugo Monsalve
- 2000-2001, Viva la Pepa  (RCTV) - Lindombi Guaramato
- 2002, La mujer de Judas (RCTV) - Calixto
- 2004, Amor del bueno (Venevisión) - Luis
- 2005, El amor las vuelve locas (Venevisión) - Alex
- 2007, Aunque mal paguen (Venevisión) - Padre Ignacio
- 2009, Los misterios del amor (Venevisión) - Vladimir Quintana
- 2009, Tomasa Tequiero (Venevisión) - Augusto
- 2010, Harina de otro costal (Venevisión) - Tranquilino
- 2011, El árbol de Gabriel (Venevisión) - Ricardo Arismendi
- 2014, Corazón esmeralda (Venevisión) - Jaime Batista
- 2018, Ellas aman, ellos mienten (telenovela) (RCTV) - Héctor

### Teatro
- Historias de Cerro Arriba
- Cada Batman tiene su Robin
- O todos o ninguno
- Los peces del acuario
- Romero y Julieta
- Apartamento de soltero

### Cine
- 2006, El rey de los huevones
- 2009, Cheila, Una Casa Pa´Maita